# Le Dragon vert (bande dessinée)

Le Dragon vert est le troisième album de bande dessinée de la série Robert et Bertrand, écrit et dessiné par Willy Vandersteen.

## Synopsis
Robert et Bertrand sont convoqués par Mangin, chef de la sûreté à Anvers. Celui-ci demande leur aide et leur discrétion afin de démanteler un réseau de drogue qui s'est installé dans la ville.

## Personnages
- Robert
- Bertrand
- Jacky
- Inspecteur Dix-Sept
- Mangin, chef de la sûreté
- Le prince Abuldon
- La princesse Kisira
- La femme de Mangin
- Laguerre, illusionniste
- Sophie, écuyère de cirque
- L'agent de police

## Note
- Ce troisième tome de la saga Robert et Bertrand est paru en 1972 dans le quotidien De Standaard. Quoique méconnue en France, cette série de bande dessinée est très populaire en Flandres, ainsi qu'aux Pays-Bas.
- L'illusionniste Laguerre est inspiré d'un personnage historique, Henri-Ferdinand Quarteer. Ce dernier est né le 31 octobre 1825 à Anvers. Fasciné par les forains dès le plus jeune âge, il quitte le toit paternel à 16 ans, apprit les rudiments de son métier à l'illusionniste Courtois, fit ses débuts en Hollande sous le pseudonyme de Laplander, puis revint à Anvers où il devint très populaire. Il mourut le 9 mai 1867 dans un hospice de Gand.

## Éditions
- De nabjar van Poenjab : Standaard, 1974, version originale
- Le Dragon vert : Erasme, 1975, version française  (ISBN 90-02-00834-1).